# 1983 a jogalkotásban
1983-ban az alábbi jogszabályokat alkották meg:

## Magyarország (forrás:Magyar Közlöny)

### Törvények (4)
- 1983. évi I. törvény 	 a Magyar Népköztársaság 1982. évi költségvetésének a végrehajtásáról [1]
- 1983. évi II. törvény 	 az Alkotmány módosításáról
- 1983. évi III. törvény 	 az országgyűlési képviselők és a tanácstagok választásáról [2]
- 1983. évi IV. törvény 	 a Magyar Népköztársaság 1984. évi költségvetéséről [3]

### Törvényerejű rendeletek (29)
- Forrás: Törvényerejű rendeletek teljes listája (1949 – 1989)
- 1983. évi 1. törvényerejű rendelet 	 a Magyar Népköztársaság és a Török Köztársaság között Budapesten, az 1981. évi június hó 10-én aláírt, a bűnügyi jogsegélyről és a kiadatásról szóló egyezmény kihirdetéséről [4]
- 1983. évi 2. tvr. 	 a Magyar Népköztársaság és a Bolgár Népköztársaság között a polgári, családjogi és bűnügyi jogsegély tárgyában Szófiában, az 1966. évi május hó 16. napján aláírt Szerződés módosításáról és kiegészítéséről szóló, Budapesten az 1981. évi szeptember hó 15. napján aláírt Jegyzőkönyv kihirdetéséről [5]
- 1983. évi 3. törvényerejű rendelet 	 a jogtanácsosi tevékenységről, egységes szerkezetben a végrehajtásáról szóló 7/1983. (VIII. 25.) IM rendelettel [6]
- 1983. évi 4. törvényerejű rendelet 	 az ügyvédségről [7]
- 1983. évi 5. törvényerejű rendelet 	 a találmányok szabadalmi oltalmáról szóló 1969. évi II. törvény módosításáról [8]
- 1983. évi 6. törvényerejű rendelet 	 a Magyar Népköztársaság és az Ecuadori Köztársaság között, Quitóban, 1981. november 18-án aláírt konzuli egyezmény kihirdetéséről
- 1983. évi 7. törvényerejű rendelet 	 a Magyar Népköztársaság minisztériumainak felsorolásáról szóló 1973. évi IV. törvény módosításáról
- 1983. évi 8. törvényerejű rendelet 	 a postáról és a távközlésről szóló 1964. évi II. törvény módosításáról
- 1983. évi 9. törvényerejű rendelet 	 egyes közlekedéssel összefüggő törvényerejű rendeletek módosításáról
- 1983. évi 10. törvényerejű rendelet 	 a szabálysértésekről szóló 1968. évi I. törvény módosításáról
- 1983. évi 11. törvényerejű rendelet 	 a Munka Törvénykönyve módosításáról
- 1983. évi 12. törvényerejű rendelet 	 a Büntető Törvénykönyvről szóló 1978. évi IV. törvény hatálybalépése és végrehajtása tárgyában kiadott 1979. évi 5. törvényerejű rendelet módosításáról
- 1983. évi 13. törvényerejű rendelet 	 a Magyar Népköztársaság és az Afganisztáni Demokratikus Köztársaság között 1982. október 7-én Budapesten aláírt Barátsági és Együttműködési Szerződés kihirdetéséről
- 1983. évi 14. törvényerejű rendelet 	 az új növényfajták oltalmára létesült Nemzetközi Egyezmény kihirdetéséről
- 1983. évi 15. törvényerejű rendelet 	 a Magyar Népköztársaság és a Szocialista Etiópia között 1980. szeptember 17-én Addisz Abebában aláírt Barátsági és Együttműködési Szerződés kihirdetéséről
- 1983. évi 16. törvényerejű rendelet 	 a társadalombiztosításról szóló 1975. évi II. törvény módosításáról
- 1983. évi 17. törvényerejű rendelet 	 egyes szervezetek leányvállalat alapítási jogáról
- 1983. évi 18. törvényerejű rendelet 	 az Állami Balettintézetről
- 1983. évi 19. törvényerejű rendelet 	 a Magyar Népköztársaság és a Ciprusi Köztársaság között a Budapesten, 1981. november 30-án aláírt, a polgári és bűnügyi jogsegélyről szóló szerződés kihirdetéséről [9]
- 1983. évi 20. törvényerejű rendelet Zsámbékon Tanítóképző Főiskola létesítéséről
- 1983. évi 21. törvényerejű rendelet 	 a tartós földhasználatról szóló 1976. évi 33. törvényerejű rendelet módosításáról
- 1983. évi 22. törvényerejű rendelet 	 a Szombathelyi Tanárképző Főiskola elnevezéséről
- 1983. évi 23. törvényerejű rendelet 	 a felsőoktatási intézményekről szóló 1962. évi 22. törvényerejű rendelet, valamint a Zrínyi Miklós Katonai Akadémiáról szóló 1971. évi 23. törvényerejű rendelet módosításáról
- 1983. évi 24. törvényerejű rendelet 	 a tudományos fokozatokról és a tudományos minősítésekről
- 1983. évi 25. törvényerejű rendelet 	 egyes állami szervek szervezetének korszerűsítéséről
- 1983. évi 26. törvényerejű rendelet 	 a tanácsokról szóló 1971. évi I. törvény módosításáról és egyes tanácsi hatáskörök rendezéséről
- 1983. évi 27. törvényerejű rendelet 	 az egyesületekről szóló 1981. évi 29. törvényerejű rendelet módosításáról [10]
- 1983. évi 28. törvényerejű rendelet 	 a Magyar Népköztársaság és a Belga Királyság között, a kiadatásról és a bűnügyi jogsegélyről szóló Brüsszelben, az 1983. évi május hó 11. napján aláírt egyezmény kihirdetéséről [11]
- 1983. évi 29. törvényerejű rendelet 	 az államok területén ideiglenesen tartózkodó személyek orvosi ellátásáról szóló, Genfben, az 1980. évi október hó 17. napján aláírt Európai Megállapodás kihirdetéséről [10]

### Minisztertanácsi rendeletek
- 1/1983. (I. 19.) MT rendelet  Az ipari takarmányok előállításáról és forgalomba hozataláról szóló 9/1974. (III. 21.) MT számú rendelet módosításáról[12]
- 2/1983. (I. 19.) MT rendelet  A növény- és állatfajták állami minősítéséről szóló 19/1980. (VI. 6.) MT számú rendelet módosításáról
- 3/1983. (I. 29.) MT rendelet A fővárosi közterület-felügyeletről[13]
- 10/1983. (V. 12.) MT  rendelet az újításokról [14]
- 11/1983. (V. 12.) MT rendelet a szolgálati találmányért járó díjazásról és a találmányokkal kapcsolatos egyes intézkedésekről [15]
- 12/1983. (V. 12.) MT rendelet a zaj- és rezgésvédelemről
- 19/1983. (VI. 15.) MT rendelet az egyes szabálysértésekről szóló 17/1968. (IV. 14.) Korm. számú rendelet módosításáról [14]
- 28/1983. (VIII. 25.) MT rendelet a költségvetési szervek leányvállalat alapításának szabályozásáról [14]
- 45/1983. (XI. 20.) MT rendelet az általános jövedelemadóról

### Egyéb fontosabb jogszabályok

#### Miniszteri rendeletek

##### Január
- 1/1983. (I. 1.) BM rendelet A névváltoztatásról szóló 11/1955. (II. 20.) MT számú rendelet végrehajtására, valamint a névviseléssel kapcsolatos egyes kérdések rendezésére kiadott 2/1955. (IV. 23.) BM számú rendelet módosításáról[16]
- 1/1983. (I. 1.) IpM rendelet  A Villamosenergia Közszolgáltatási Szabályzat kiadásáról szóló 4 1971. (VI. 5.) NIM számú rendelet egyes rendelkezéseinek módosításáról
- 1/1983. (I. 1.) MÉM—KkM együttes rendelet A tenyészállatok behozatalához és kiviteléhez szükséges miniszteri hozzájárulásról szóló 16/1976. (IV. 27.) MÉM-KkM számú együttes rendelet módosításáról
- 1/1983. (I. 1.) PM rendelet A reprezentációról
- 1/1983. (I. 19.) ÉVM rendelet Az Építésügyi és Városfejlesztési Minisztérium tervtanácsáról[12]
- 2/1983. (I. 19.) PM rendelet Az Országos Takarékpénztár feladatairól szóló 29/1972. (X. 10.) PM számú rendelet módosításáról és kiegészítéséről
- 2/1983. (I. 29.) MÉM rendelet Az ipari takarmányok előállításáról és forgalomba hozataláról szóló 9/1974. (III. 21.) MT számú rendelet végrehajtásáról[13]
- 3/1983. (I. 29.) MÉM rendelet A növény- és állatfajták állami minősítéséről szóló 15 1980. (VI. 20.) MÉM számú rendelet módosításáról

##### Február
- 1/1983. (II. 1.) EÜM-BKM együttes rendelet a fagylalt előállításának és forgalomba hozatalának közegészségügyi szabályairól
- 2/1983. (II. 14.) EüM rendelet a dolgozók bőrvédő készítménnyel történő ellátásáról [17]

##### Március
- 3/1983. EVM rendelet ?

##### Május
- 4/1983. (V. 4.) MM rendelet  az ösztöndíjas tanulmányúton résztvevők munkaviszonyának egyes kérdéseiről
- 4/1983. (V. 12.) IM rendelet a találmányok szabadalmi oltalmáról szóló 1969. évi II. törvény végrehajtására vonatkozó 4/1969. (XII. 28) OMFB-IM számú együttes rendelet módosításáról
- 2/1983. (V. 25.) OKTH rendelkezés a zaj- és rezgésbírságról

##### Június
- 10/1983. (VI. 9.) ÉVM rendelet  az egyes építőipari és építőanyagipari munkás szakmákra képesítő vállalati (ágazati) szakmunkás képzésről szóló 12/1979. (VIII. 12.) ÉVM rendelet módosításáról
- 13/1983. (VI. 9.) MÉM rendelet Az állami vadászterületek vadászati szabályzatának kiadásáról
- 8/1983. (VI. 15.) MM-EüM együttes rendelet a szakértő és a fordító jeltolmács képzésről
- 8/1983. (VI. 29.) EüM-PM együttes rendelet a megváltozott munkaképességű dolgozók foglalkoztatásáról és szociális ellátásáról

##### Július
- 17/1983. (VII. 6.) PM rendelet az újítási, találmányi és közreműködői díj forrásairól

##### Augusztus
- 23/1983. (VIII. 5.) PM rendelet Az átképzési támogatás elszámolásáról[18]
- 7/1983. (VIII. 25.) IM rendelet A jogtanácsosi tevékenységről szóló 1983. évi 3. törvényerejű rendelet végrehajtásáról

##### Szeptember
- 8/1983. (IX. 1.) IM rendelet a jogi szakvizsgáról szóló 12/1976. (XI. 6.) IM számú rendelet módosításáról

##### Október
- 28/1983. (X. 6.) PM rendelet a közérdekű célra juttatott adományokról szóló 30/1978. (XI. 22.) PM számú rendelet módosításáról [19]
- 17/1983. (X. 13.) MÉM rendelet A talajtani szakvélemény és talajtérkép elkészítéséről

##### November
- 38/1983. (XI. 12.) PM rendelet a mezőgazdasági nagyüzemek adózási rendszeréről szóló 39/1979. (XI. 1.) PM számú rendelet módosításáról [20]
- 39/1983. (XI. 12.) PM rendelet a mezőgazdasági nagyüzemek alapjainak képzéséről és felhasználásáról szóló 40/1979. (XI. 1.) PM számú rendelet módosításáról [21]
- 40/1983. (XI. 12.) PM-MÉM együttes rendelet a mezőgazdasági üzemek támogatásáról szóló 21/1980. (X. 27.) PM-MÉM számú együttes rendelet módosításáról [22]
- 41/1983. (XI. 12.) PM-MÉM együttes rendelet a mezőgazdasági nagyüzemek amortizációs normáiról [23]
- 42/1983. (XI. 12.) PM rendelet a fogyasztási, értékesítő és beszerző szövetkezet keretében működő mezőgazdasági szakcsoportok termelési adójáról és jövedelemadójáról [24]
- 43/1983. (XI. 12.) PM rendelet a kutatási-fejlesztési-termelési társulások létesítésének és működésének pénzügyi feltételeiről szóló 2/1980. (II. 1.) PM-MüM számú együttes rendelet módosításáról [25]
- 44/1983. (XI. 12.) PM rendelet az újítási, találmányi és közreműködői díj forrásairól szóló 17/1983. (VII. 6.) PM számú rendelet módosításáról
- 45/1983. (XI. 20.) PM rendelet az általános jövedelemadóról szóló 45/1983. (XI. 20.) MT számú rendelet végrehajtásáról [26]
- 46/1983. (XI. 20.) PM rendelet a társasági adóról és a társasági különadóról, valamint a külföldi érdekeltségű belföldi jogi személyek és egyéb szervezetek bérjárulékfizetési kötelezettségéről szóló 35/1978. (XII. 22.) PM számú rendelet módosításáról [27]
- 47/1983. (XI. 20.) PM rendelet a lakossági adóigazgatási eljárás általános szabályairól szóló 54/1981. (XI. 19.) PM számú rendelet módosításáról [28]
- 48/1983. (XI. 20.) PM-ÉVM együttes rendelet a lakásszövetkezetek gazdálkodási, nyilvántartási és beszámolási rendjéről [18]
- 3/1983. (XI. 26.) HM rendelet A Magyar Népköztársaság fegyveres erői szolgálati szabályzatának módosításáról és kiegészítéséről[29]

##### December
- 49/1983. (XII. 1.) PM rendelet a pénzforgalomról és a bankhitelről szóló 37/1967. (X. 12.) Korm. számú rendelet végrehajtásáról szóló 34/1967. (XII. 24.) PM számú rendelet módosításáról [30]
- 50/1983. (XII. 1.) PM rendelet a takarékszövetkezetek jövedelem- és bérszabályozásának rendjéről szóló 83/1982. (XII. 4.) PM számú rendelet módosításáról [31]
- 51/1983. (XII. 10.) PM rendelet az illetékekről szóló jogszabályok módosításáról [32]
- 27/1983. (XII. 29.) MÉM rendelet A földhivatalok illetékességéről és működésük egyes kérdéseiről [18]

#### Minisztertanácsi határozatok
- 1001/1983. (I. 29.) MT határozat az Eötvös Loránd Tudományegyetemen Általános Iskolai Tanárképző Főiskolai Kar létesítéséről[13]
- 1028/1983. (VII. 12.) MT határozat a Nehézipari Műszaki Egyetemen Állam- és Jogtudományi Kar létesítéséről
- 1034/1983. (VIII. 25.) MT határozat a Magyar Iparművészeti Főiskola képzési rendjéről és idejéről
- 1037/1983. (IX. 1.) MT határozat az Állami Balett Intézet irányításáról, szervezetéről és képzési rendjéről
- 1040/1983. (IX. 29.) MT határozat a Zsámbéki Tanítóképző Főiskola irányításáról és képzési rendjéről